# Eric Kennington

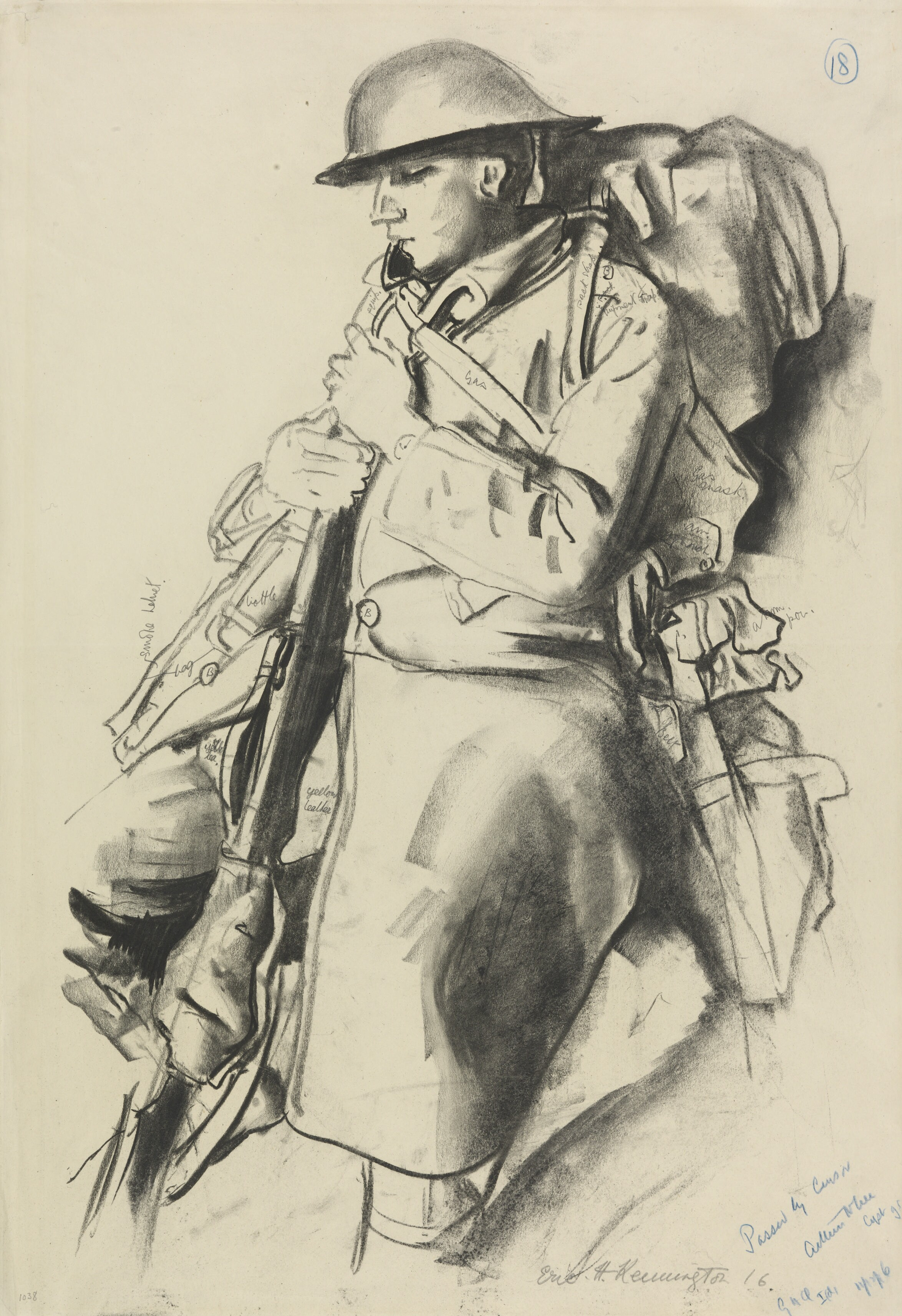
An Infantryman Resting (1916)

Eric Henri Kennington, RA (Royal Academy of Arts), (12. března 1888 Chelsea, Londýn – 13. dubna 1960 Reading) byl anglický sochař, malíř, ilustrátor a oficiální válečný umělec v obou světových válkách. Jako válečný umělec se Kennington specializoval na zobrazování každodenních těžkostí, které museli vydržet vojáci a letci. V meziválečných letech pracoval především na portrétech a na řadě knižních ilustrací. Nejpozoruhodnější z jeho knižních ilustrací byla práce pro knihu Thomase Edwarda Lawrence Sedm pilířů moudrosti (Seven Pillars of Wisdom). Kennington byl také nadaným sochařem. K jeho nejznámější pracím patří 24th East Surrey Division War Memorial (24. památník války z východního Surrey) v Battersea Park, práce na Shakespearově památníku ve Stratfordu nad Avonou a náhrobek T. E. Lawrence v Warehamu v Dorsetu.

## Životopis

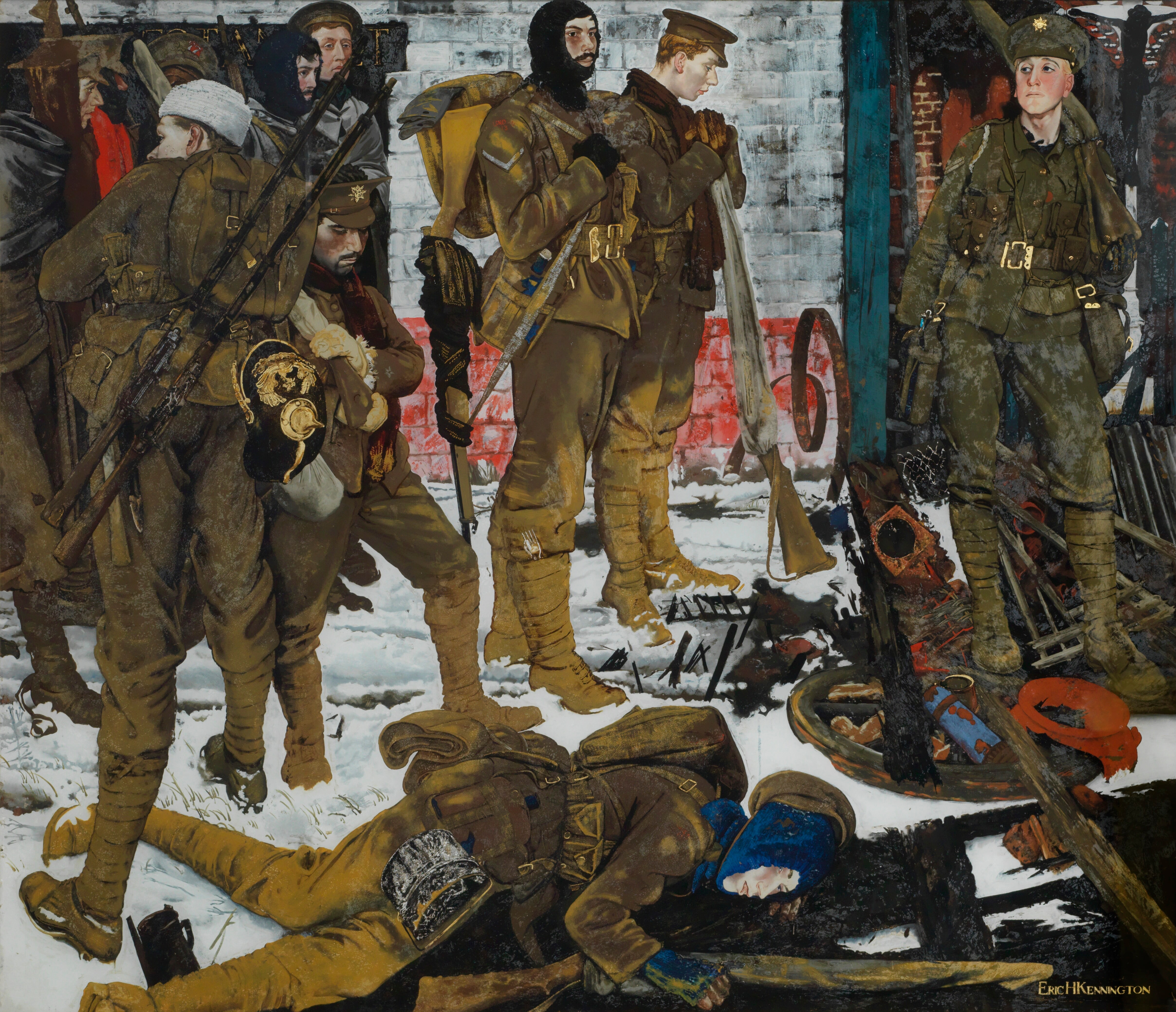
Kensingtonští v Laventie (The Kensingtons at Laventie), 1915

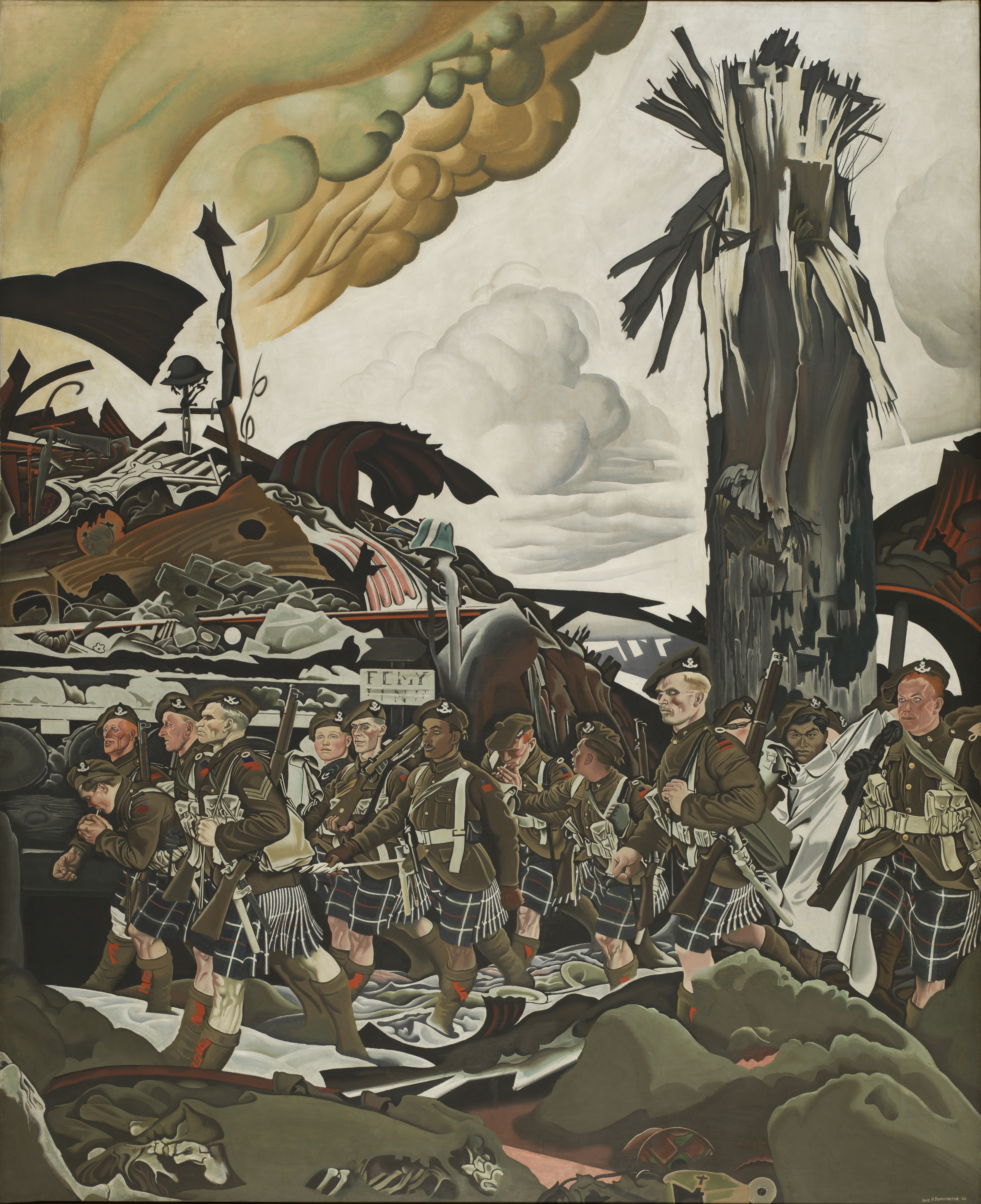
Kanadští vojáci ze 16. praporu, někteří vykreslení jako blázniví duchové, pochodují zničeným bojištěm z rozbitých lahví, koster a hrobů. Kennington původně pojmenval obraz Oběti. Poté, co se v Kanadě objevily námitky velitele praporu ohledně názvu, Kennington jej přejmenoval na The Conquerors. 1915.

Kennington se narodil v Chelsea v Londýně jako druhý syn Thomase Benjamina Kenningtona (1856–1916), jenž byl zakládajícím členem New English Art Clubu. Absolvoval školy St Paul's School a Lambeth School of Art. Poprvé vystavoval na Královské akademii v roce 1908. V dubnu 1914 vystavoval Kennington sérii obrazů a kreseb pouličních prodavačů (costermongers) na Mezinárodní výstavě sochařů a malířů. Obrazy se dobře prodávaly, což mu umožnilo zřídit si studio na High Street v Londýně.

### První světová válka
Kennington narukoval k londýnskému pluku 13. Kensingtonskému praporu dne 6. srpna 1914. Bojoval na západní frontě, v lednu 1915 byl zraněn a evakuován zpět do Anglie. Strávil čtyři měsíce v nemocnici. V červnu 1915 byl propuštěn a dalších šest měsíců rekonvalescence strávil prací na obraze The Kensingtons at Laventie, skupinového portrétu své vlastní pěchotní čety. Kennington sám je třetí zleva, na hlavě s kuklou. Když byl obraz vystaven na jaře roku 1916, jeho vyobrazení vyčerpaných vojáků způsobilo senzaci.
Kennington navštívil Sommu v prosinci 1916, jako polooficiální vládní umělec, když předtím vytvořil šest litografií pod názvem Making Soldiers. Pro britské Department of Information (Ministerstvo informací) v ytvořil sérii obrazů Britain's Efforts and Ideal, které byly vystaveny v Británii i v zahraničí a byly také prodávané jako výtisky za účelem získání peněz pro válečné úsilí. V květnu 1917 dostal od Department of Information oficiální pověření strávit měsíc na západní frontě jako válečný umělec. Požádal o prodloužení a nakonec strávil sedm a půl měsíce ve Francii. Pobýval v ústředí třetí armády a trávil čas na frontách poblíž Villers-Faucon. Později byl jmenován válečným umělcem jeho přítel William Rothenstein. Poté společně pracovali na Montigny Farm a v Devise na Sommě, kde se často dostali pod palbu. Většinu času trávil malováním portrétů, což ho sice těšilo, ale nebyl spokojený s tím, že není blíže k bojům a také ho trápilo, že oficiální cenzor odstraňuje jména portrétovaných. Ačkoli Kennington patřil mezi první oficiální válečné umělce, které Británie poslala do Francie, nebylo mu poskytnuto stejné postavení jaké si ostatní, zejména William Orpen a Muirhead Bone, užívali. Zatímco Kennington pracoval bez platu a nebyly mu propláceny ani výdaje, neměl žádný oficiální vůz ani personál, Orpen dostal hodnost majora, měl svého vojenského poradce, auto a řidiče a na vlastní náklady sluhu a asistenta. Občas byl proto agresivní a podrážděný a stěžoval si na svou situaci, tvrdíc, že musel být nejlevnějším umělcem zaměstnaný vládou a že: Bone měl provizi a Orpen měl zatraceně dobré časy.
Během pobytu ve Francii, Kennington vytvořil 170 kreseb uhlem, pastelem a akvarely než se v březnu 1918 vrátil do Londýna. V roce 1918 byl ve Francii Kennington přijat do nemocnice v Tincourt-Boucly, kde byl hospitalizován s horečkou. Tam udělal několik nákresů a kreseb mužů zraněných během bombardování, které předcházelo německému jarnímu útoku z roku 1918. Některé z těchto kreseb se staly základem dokončeného obrazu Gassed and Wounded (Plyn a zranění).
Během června a července 1918 se v Londýně konala výstava Kenningtonových obrazů pod názvem Britský voják, která dostala skvělé recenze a ve veřejnosti vzbudila nadšení. Navzdory tomu byl Kennington nespokojený s jednáním s Ministerstvem informací, šlo mu hlavně o cenzurování jeho obrazů, a rezignoval na svůj status britského válečného umělce. V listopadu 1918 byl Kennington pověřen kanadskou vládou vytvořit obrazy kanadských vojáků v Evropě. Kennigton se vrátil do Francie jako dočasný první poručík připojený k 16th Battalion (Canadian Scottish), 16. kanadsko-skotskému praporu. Osm měsíců, které Kennington strávil v Německu, Belgii a Francii, pracoval pro Kanaďany, což vyústilo v sedmdesát kreseb.

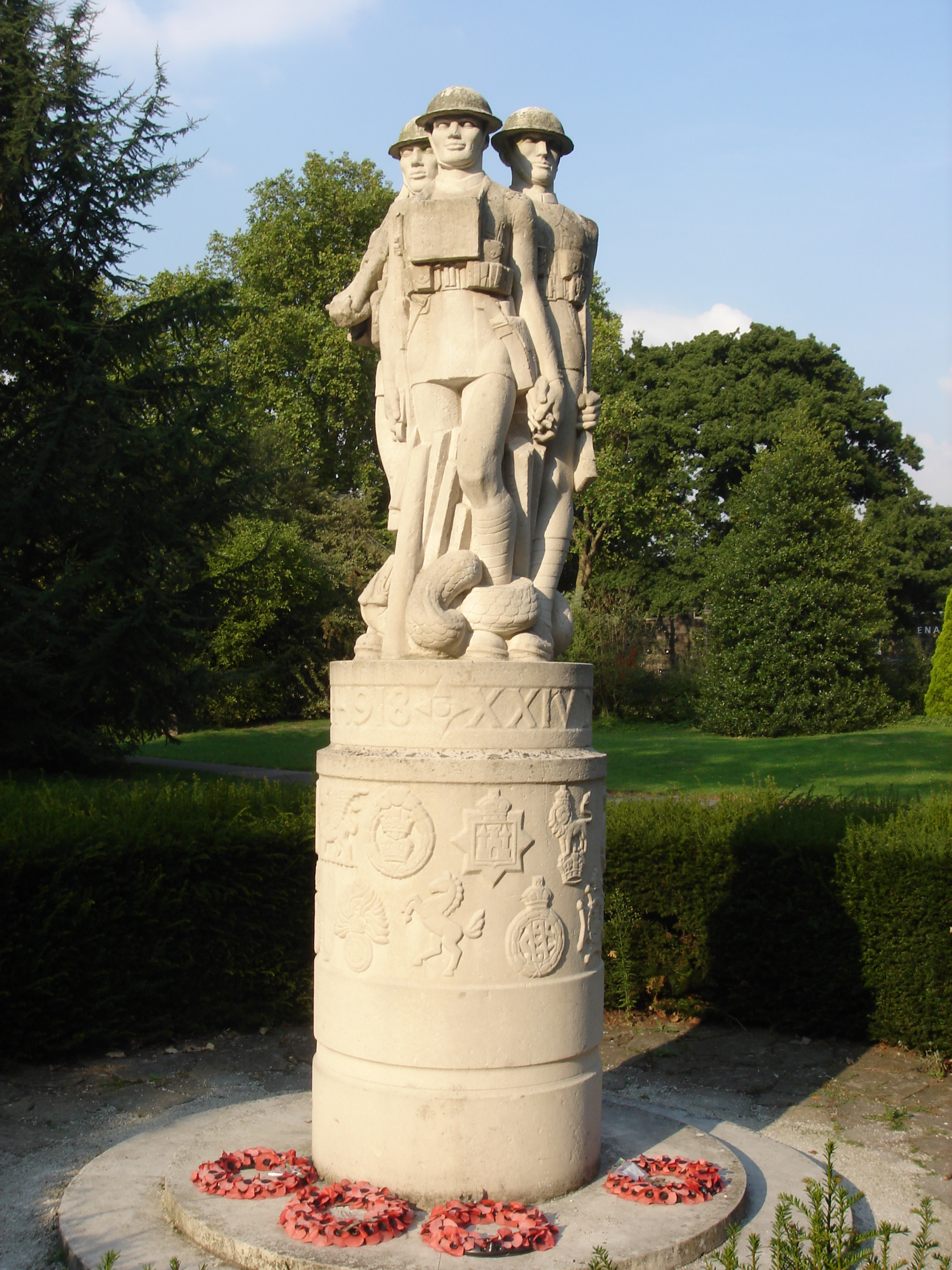
Válečný pomník v Battersea (War Memorial of the 24th Division, Battersea Park

### 1920 - 1930
Na výstavě svého válečného umění v Londýně se Kennington setkal s T. E. Lawrencem, který jej velmi ovlivnil. Strávil první polovinu roku 1921 cestováním po Egyptě, Jordánsku, Sýrii, Libanonu a Palestině. Obrazy z této cesty byly vystaveny v říjnu 1921 a některé kresby byly použity jako ilustrace pro knihu T. E. Lawrence The Seven Pillars of Wisdom, na které Kennington pracoval jako umělecký editor. V roce 1922 začal Kennington experimentovat se sochařinou a krátce na to vytvořil válečný památník 24. divize v Battersea parku, který byl odhalen v říjnu 1924. Týž měsíc uspořádal svou první výstavu zaměřenou spíše na plastiku než na obrazy a kresby, přestože pokračoval v přijímání zakázek na portréty i jiné zakázky, příkladem je práce na designu knihy George Bernarda Shawa Průvodce inteligentní ženy po socialismu a kapitalismu (The Intelligent Woman's Guide to Socialism and Capitalism.
Během dvacátých let 20. století Kennington pracoval na vlysu pro Londýnskou školu hygieny a tropické medicíny, který měl být umístěn nad vchodem do školy. Kamenný panel zobrazuje matku a dítě, které jsou chráněny před silným hadem nahým, vousatým mužem s nožem. Nicméně kvůli zobrazování mužských pohlavních orgánů správci školy nedovolili, aby vlys byl umístěn nad vchodem do školy, pokud Kennington nezakryje tyto partie bederní rouškou. Ten to odmítl a práce byla umístěna nad vchodem do knihovny, kde zůstává. V roce 1966, kdy byla budována v knihovně mezaninová podlaha, vznikla ve vlysu velká trhlina, která byla následně natřena, aby se škody zakryly.
V roce 1922 se Kennington oženil s Edith Cecil, dcerou lorda Francise Horace Pierrepont Cecila (který byl druhým synem Williama Cecila, 3. markýze z Exeteru), se kterou měl syna a dceru. Edith, která byla již vdaná s Williamem Hanburym Tracym (5. barona Sudeley), se zamilovala do Kenningtona v době kdy maloval obraz jejího manžela. Oba zůstali dobrými přáteli s Edithiným bývalým manželem.

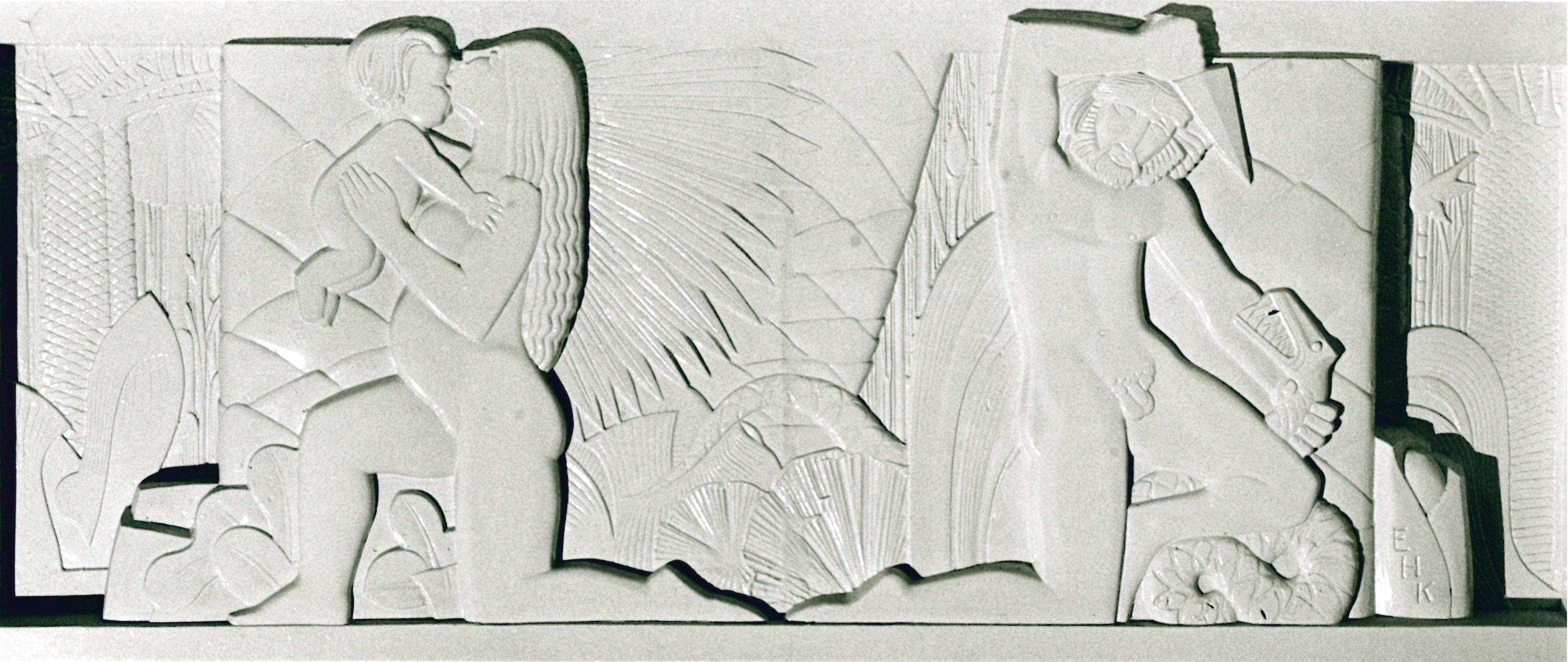
Kennington Frieze, vlys pro londýnskou školu hygieny

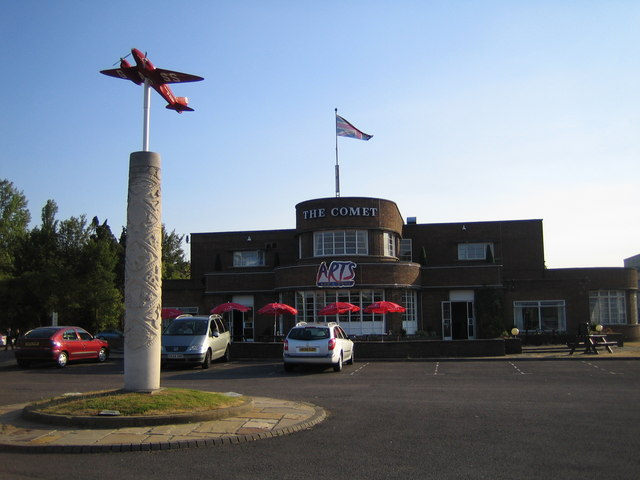
Sloup před hotelem Comet, Hatfield

### 1930 - 1940
Během dvacátých a třicátých let 20. století Kennington vytvořil mnoho pozoruhodných veřejných soch:
- Září 1926 bronzová busta T. E. Lawrence, která v roce 1936 byla odhalena v kapli katedrály Sv. Pavla v Londýně
- Červenec 1929 postavy vojáků pro pomník britským vojákům ve francouzském městě Soissons - Soissons Memorial
- 1931 socha Thomase Hardyho, anglického spisovatele a básníka, odhalena v Dorchesteru skotským básníkem a dramatikem J. M. Barrie, 2. září 1931
- Září 1931 série pěti alegorických reliéfů: Láska, Oslava, Zrada, Válka a Život a smrt v budově Shakespearova divadla ve Stratfordu nad Avonou
- Prosinec 1936 The Comet hotel, sloup před hotelem, Hatfield, Hertfordshire
- 1937–1939 Náhrobek T. E. Lawrence pro kostel Sv. Martina v Dorsetu

### Druhá světová válka

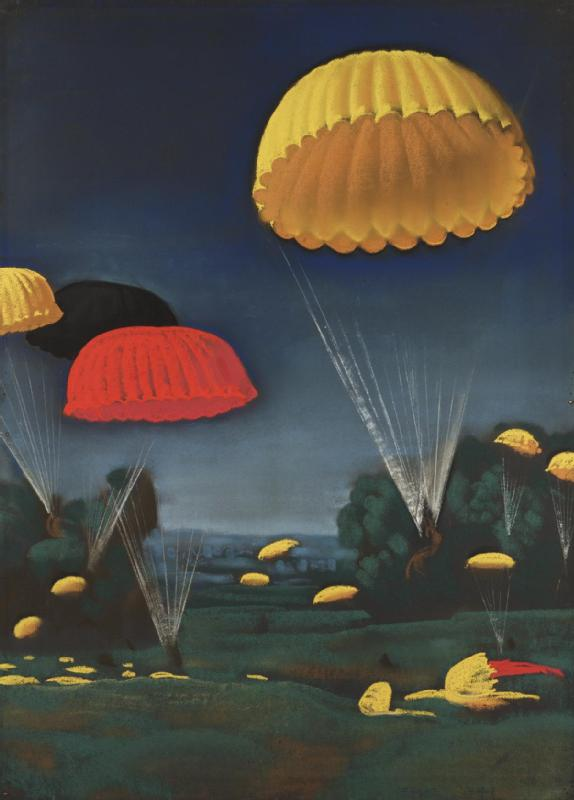
Parašutisté (Parachutes), 1941

V listopadu 1938 byl Kennington přesvědčen, že další světová válka je nevyhnutelná a obrátil se na Home Office, oddělení MI5, zodpovědné za vládní politiku v otázkách bezpečnosti s návrhem na vytvoření skupiny, která by se zabývala ochranou maskováním velkých veřejných budov. S Richardem Carlinem, Leonem Underwoodem a dalšími spolupracovníky pracoval v sekci, která byla přidělena k oddělení pro ochranu letectva v Home Office až do vypuknutí války.
Na počátku druhé světové války vytvořil Kennington řadu pastelových portrétů důstojníků královského námořnictva pro Poradní výbor pro válečné umění, na krátkodobé smlouvy. Tyto portréty patří mezi nejvýznamnější události první výstavy WAAC v Národní galerii v létě roku 1940. Kennington také namaloval portrét admirála námořnictva Sira Dudley Pounda. Pound byl vážně nemocný když si ho Kennington načrtl a přestože admiralita byla s tímto obrazem spokojena, odmítli povolit, aby se portrét zveřejnil dříve než Pound zemřel v říjnu 1943. Kennington nakreslil několik mladších námořníků, z nichž někteří přežili potopení své lodě. V květnu 1940 byl Kennington frustrován postojem WAAC k jeho návrhům a na svou smlouvu rezignoval. Vstoupil do nově formovaných Home Guard, což byli dobrovolníci, tvořící ozbrojenou civilní milici, podporující britskou armádu během druhé světové války. Kennington velel šestičlenné hlídce v Ipsdenu.
V srpnu 1940 mu výbor WAAC nabídl pracovní smlouvu pro ministerstvo letectví na plný úvazek, což přijal. Mezi prvními portréty pro RAF patřil portrét jednoho z velitelů letky Rodericka Learoyda, VC (nositel Victoria Cross). Setkání se uskutečnilo odpoledne 7. září 1940 v budově ministerstva letectví v Londýně a bylo přerušeno sirénou, kterou oba muži ignorovali. V březnu 1941 byl Kennington umístěn v RAF Witteringu, na základně Night Fighter. Tady Kennington vytvořil několik dalších originálních prací, mezi něž patří například In the Flare Path and Stevens' Rocket. Kennington poté strávil nějaký čas na základně Bomber Command v Norfolku, než se přestěhoval do RAF Ringway poblíž Manchesteru, kde pokračoval ve výcviku v Parachute Regimentu. Přestože Kenningtonovi už bylo 52 let, uskutečnil přinejmenším jeden padákový seskok u Ringwoodu. V září 1941 sám publikoval ilustrovanou brožuru Pilots, Workers, Machines, která měla velký úspěch.
Až do září 1942 Kennington cestoval po Británii. Maloval stovky portrétů spojeneckého letového štábu a dalšího servisního personálu. Pak rezignoval na své pověření, neboť měl pocit, že WAAC nevyužívá propagandistickou hodnotu jeho práce ve svých publikacích a plakátech. Asi 52 Kenningtonových prací pro RAF bylo publikováno v knize WAAC z roku 1942: Drawing the RAF. Další publikace kterou Kennington ilustroval byla Tanks and Tank Folk, vydaná roku 1943. V roce 1945 Kennington dodal ilustrace pro Britain's Home Guard od Johna Brophyho. Darracott a Loftus píší, jak v obou válkách jeho kresby a dopisy ukazují, že je obdivovatelem hrdinství obyčejných mužů a žen, obdiv, který je obzvláště pozoruhodný v plakátové sérii Seeing It Through, s básněmi Sira Alana Patricka Herberta, jeho osobního přítele.

### Poválečná kariéra
Během druhé světové války byl zabito více než čtyřicet pilotů RAF, jež Kennington portrétoval. Kennington se rozhodl vytvořit pro ně vhodný památník a během následujících deseti let pracoval na památníku pracova Tpělivě tesal sloup s hlavou pilota RAF, na němž byl archanděl Michael s kopím, zabíjející draka. V roce 1946 byl jmenován Kennington oficiálním portrétním malířem společnosti Worshipful Company of Skinners. Během příštích pěti let vytvořil pro společnost 9 pastelových portrétů, které byly vysoce oceněny, když byly vystaveny v Královské akademii. V roce 1951 se Kennington stal mimořádným členem Akademie a v roce 1959 byl zvolen za jejího řádného člena. Jeho poslední práce, kterou dokončil po jeho smrti jeho asistent Eric Stanford, byl kamenný reliéf, který zdobí budovu James Watt South Building na univerzitě v Glasgow.
Kennington je pohřben na hřbitově v Checkendon, Oxfordshire, kde byl jedním ze dvou volených laických zástupců v anglikánské farnosti, formálně zodpovědný za movitý církevní majetek a za udržování pořádku v kostele. Památník má na hřbitově Brompton Cemetery v Londýně.